# لوريس بطئ قزمي
لوريس بطئ قزمي هو نوع من عائلة لوريس بطيء يعيش في فيتنام، لاوس، كمبوديا والصين.